# Петироси (Кјети)
Петироси (итал. Pettirossi) је насеље у Италији у округу Кјети, региону Абруцо.
Према процени из 2011. у насељу је живело 27 становника. Насеље се налази на надморској висини од 746 м.